# Waldemar Lisicki
Waldemar Lisicki (ur. 28 grudnia 1962 w Gryfinie) – polski lekkoatleta, średnio- i długodystansowiec, wielokrotny mistrz Polski.
Był mistrzem Polski w biegu na 1500 metrów w 1986, 1988 i 1989 oraz wicemistrzem w biegu maratońskim w 1995.
Odniósł wiele sukcesów w halowych mistrzostwach Polski. Był halowym mistrzem Polski na 1500 metrów w 1987, 1989, 1990, 1991 i 1993 oraz w biegu na 3000 metrów w 1993, 1994 i 1995, a także wicemistrzem na 1500 metrów w 1994 i na 3000 m w 1990 i 1991.
W 1987 i 1990 startował w dwóch meczach reprezentacji Polski.
Rekordy życiowe:
- bieg na 800 metrów – 1:50,01 (8 czerwca 1986, Sopot)
- bieg na 1000 metrów – 2:22,45 (20 sierpnia 1987, Grudziądz)
- bieg na 1500 metrów – 3:39,58 (8 sierpnia 1987, Sopot)
- bieg na 3000 metrów – 7:55,73 (22 sierpnia 1987, Sopot)
- bieg na 5000 metrów – 13:58,85 (5 sierpnia 1993, Sopot)
- bieg na 10 000 metrów – 30:33,18 (24 czerwca 1994, Piła)
- półmaraton – 1:06:45 (31 sierpnia 1996, Brzeszcze)
- maraton – 2:16:56 (1 maja 1994, Toruń)

Był zawodnikiem klubów Hermes Gryfino i Flota Gdynia (1985-1997).